# عملة ربع دولار واشنطن
ربع دولار واشنطن هو ربع دولار أمريكي أو قطعة نقدية بقيمة 25 سنتًا تصدرها دار سك العملة الأمريكية. سكت العملة لأول مرة في عام 1932 وصممت النسخة الأصلية بواسطة النحات جون فلاناغان.
وبينما كانت الولايات المتحدة تستعد للاحتفال عام 1932 بالذكرى المئوية الثانية لميلاد أول رئيس لها جورج واشنطن سعى أعضاء لجنة المئوية الثانية التي أنشأها الكونجرس إلى الحصول على نصف دولار يحمل اسم واشنطن. أرادوا استبدال عملة النصف دولار المشية للحرية العادية في ذلك العام فقط وبدلاً من ذلك استبدل الكونجرس بشكل دائم ربع دولار المشية للحرية واشترط ظهور صورة واشنطن على وجه العملة الجديدة. وقد تعاقدت اللجنة مع النحاتة لورا جاردين فريزر لتصميم ميدالية تذكارية وأرادت منها تكييف تصميمها للربع. مع أن عمل فريزر كان مدعومًا من قبل لجنة الفنون الجميلة ورئيسها تشارلز دبليو مور إلا أن وزير الخزانة أندرو دبليو ميلون اختار تصميمًا من قبل فلاناغان ورفض خليفة ميلون أوجدن إل ميلز إزعاج القرار.
دخلت الأرباع الفضية الجديدة التداول في الأول من أغسطس عام 1932 واستمر سكها بالفضة حتى تحولت الدار إلى سك العملات المغطاة بالنحاس والنيكل في عام 1965. استخدم وجه خلفي خاص لإحياء ذكرى مرور مائة عام على تأسيس الولايات المتحدة في عامي 1975 و1976 حيث تحمل جميع القطع التاريخ المزدوج 1776-1976 ولا توجد أرباع عملة مؤرخة بعام 1975. منذ عام 1999 لم يستخدم الوجه الخلفي الأصلي للنسر بدلاً من ذلك قاموا بإحياء ذكرى هذا الجانب من الربع بالولايات الخمسين والمناطق القضائية الأخرى في البلاد والمواقع التاريخية والطبيعية آخرها كجزء من سلسلة أمريكا الأحياء الجميلة والتي استمرت حتى عام 2021. عدل تمثال واشنطن النصفي وتصغيره بداية من عام 1999 وفي عام 2010 رمم التمثال النصفي الأصلي (رغم أنه لا يزال صغيرًا) لإبراز المزيد من التفاصيل. في عام 2021 عاد تصميم فلاناغان الأصلي إلى مكانه على الوجه الأمامي مع تصميم يظهر واشنطن وهو يعبر نهر ديلاوير في عام 1776 على الوجه الخلفي بينما في عام 2022 تبدأ سلسلة تذكارية جديدة تصور النساء.

## فلاناغان العكسي (1932–1998)

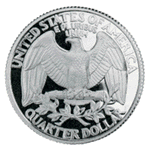
الوجه الآخر قبل برنامج ربع الدولة

كان تصميم ربع العملة الأصلي لعملة واشنطن الذي سك حتى عام 1998 يصور رأس جورج واشنطن متجهًا إلى اليسار مع كلمة "الحرية" فوق الرأس والتاريخ أسفله و"نحن نثق في الله" في الحقل الأيسر. يصور الوجه الخلفي نسرًا بجناحيه مفتوحين يقف على حزمة من الأسهم محاطة بغصنين من الزيتون.
كانت تحتوي في البداية على 6.25 جرام من 90% من الفضة حتى عام 1964 عندما تحولت إلى تركيبة معدنية أساسية من النحاس والنيكل (75% نحاس و25% نيكل) مغطاة بنواة من النحاس الخالص. وقد أنتجت نسخ غير متداولة من الربع المحتوي على الفضة أيضًا لهواة الجمع منذ عام 1976.

### البداية
في الثاني من ديسمبر عام 1924 أنشأ الكونجرس الأمريكي لجنة الذكرى المئوية الثانية لجورج واشنطن. الـ 200 كان من المقرر أن تصادف ذكرى ميلاد واشنطن أول رئيس للولايات المتحدة في عام 1932 وكان الكونجرس يرغب في التخطيط لهذا الحدث مسبقًا. وكان الرئيس كالفن كوليدج رئيسًا بحكم منصبه للجنة التي ضمت مسؤولين حكوميين بالإضافة إلى مواطنين بارزين مثل صانع السيارات هنري فورد. في عام 1929 خلف وزير التجارة هربرت هوفر كوليدج في منصب الرئيس وفي دوره كعضو في اللجنة. ولكن بحلول ذلك الوقت أصبحت اللجنة غير نشطة ولم تفعل الكثير بعد إرسال دفعة أولية من البيانات الصحفية. أسست مجموعة جديدة وهي لجنة الذكرى المئوية الثانية لجورج واشنطن بموجب قانون صادر عن الكونجرس في فبراير 1930.
كان هوفر يشعر بالقلق إزاء العدد الكبير من التصاميم المستخدمة في العملات التذكارية في عشرينيات القرن العشرين وكان يخشى أن يساعد الارتباك المزورين. وعندما أرسل إليه الكونجرس مشروع قانون خاص بالعملة التذكارية استخدم هوفر حق النقض ضده في 21 أبريل/نيسان 1930. في رسالة نقض مطولة سلمها إلى الكونجرس مع مشروع القانون المُعاد أشار هوفر إلى مخاوفه بشأن التزوير وذكر أن العملات المعدنية كانت تُباع بشكل سيئ على أي حال حيث ظلت كميات كبيرة من نصف دولارات أوريجون تريل التذكارية غير مباعة.
أرادت لجنة المئوية الثانية إصدار نصف دولار تذكاري يحمل صورة واشنطن وسعت إلى تهدئة مخاوف هوفر من خلال اقتراح أن تصور جميع نصف الدولارات الصادرة عام 1932 صورة واشنطن بدلاً من حمل تصميم تمثال الحرية المشي المعتاد. لقد أدى الكساد الكبير إلى انخفاض الطلب على العملات المعدنية في التجارة ولم يسك أي نصف دولار في عام 1930 ولم تسك أي منها حتى عام 1933. كانت أغلب العملات التذكارية في ذلك الوقت تُسك بكميات تصل إلى بضعة آلاف. كان يُنظر إلى نصف الدولار على أنه التصميم الأكبر والأبرز لم يكن دولار السلام يُسك في ذلك الوقت ولم يكن متداولًا في معظم أنحاء البلاد. وقد بيعت عملات تذكارية أخرى بأسعار أعلى وكان نصف دولار واشنطن لمدة عام واحد هو الإصدار العادي لدار سك العملة. ورغم أنها لم تحصل بعد على موافقة الكونجرس فقد مضت اللجنة قدماً وبدأت المنافسة. وتوقعت اللجنة أن يقوم الفنان نفسه بتصميم ميدالية اللجنة أولاً ثم العملة المعدنية. كان من المقرر أن يعتمد وجه كل من الميدالية والعملة المعدنية على التمثال الشهير لواشنطن (1786) للنحات الفرنسي جان أنطوان هودون ولم يكن الفنان مقيدًا بتصميم الوجه الخلفي. وبموجب القانون وفق على تصميمات العملات من قبل وزير الخزانة في ذلك الوقت أندرو دبليو ميلون وهو جامع فني وخبير مشهور؛ وكان من المتوقع ألا يعترض على الخطة. 

استخدم تصميم لورا جاردين فريزر للربع على نصف نسر تذكاري عام 1999.

بعد مراجعة المشاركات وافقت كل من لجنة المئوية الثانية ولجنة الفنون الجميلة (CFA) على التصميمات المقدمة من لورا جاردين فريزر. كانت لورا فريزر زوجة جيمس إيرل فريزر مصمم عملة النيكل بوفالو مصممة عملات بارزة في حد ذاتها حيث صممت العديد من العملات التذكارية بما في ذلك قطع أوريغون تريل التذكارية. مع وجود واشنطن في مواجهة اليمين كان من المقرر استخدام تصميمات فريزر للميدالية وكما توقع المشاركون نصف الدولار أيضًا.
في التاسع من فبراير عام 1931 قدم ممثل ولاية نيو جيرسي راندولف بيركنز مشروع قانون لإنشاء ربع دولار من عملة واشنطن مما أثار استياء لجنة الذكرى المئوية الثانية ولجنة الفنون الجميلة. أصدرت لجنة العملات والأوزان والمقاييس في مجلس النواب مذكرة تفيد بأن تصميم ربع دولار الحرية القائم لم يكن مرضيًا وأن القطعة الجديدة لن تُسك لعام 1932 فحسب بل ستحل محل التصميم القديم بشكل دائم. وهكذا فإن إصدار ربع دولار جديد من العملة سيكون بمثابة تكريم لواشنطن في الذكرى المئوية الثانية لتأسيسه كما أنه سيخفف عن دار سك العملة عبء سك قطعة نقدية يصعب سكها. في الثاني عشر من فبراير كتب رئيس لجنة الفنون الجميلة تشارلز دبليو مور إلى لجنة مجلس النواب معترضًا على تغيير الفئة ومقترحًا إلزامهم بوضع تصميم لورا فريزر للميدالية على العملة المعدنية أيضًا.قاموا بتجاهل مور وأقر الكونجرس تشريعًا يسمح بإنشاء ربع دولار في واشنطن في 4 مارس 1931. نص القانون على أن صورة واشنطن التي ستظهر على الوجه الأمامي يجب أن تكون مستوحاة من "التمثال النصفي الشهير" للرئيس السابق من تصميم جان أنطوان هودون وقد استندت فريزر في تصميمها على عمل هودون.

### المسابقات

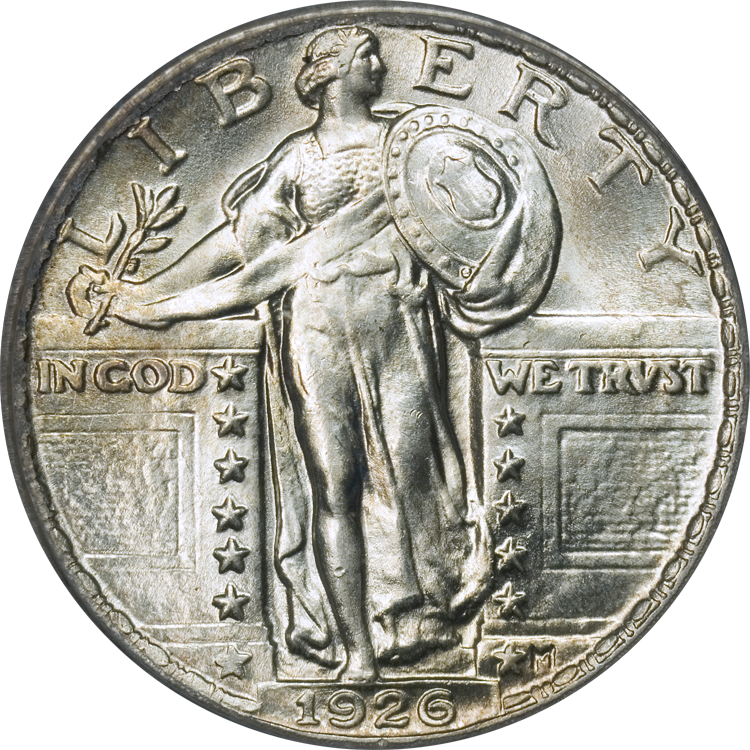
لقد واجهت عملة "ستاندنج ليبرتي" صعوبات في الإنتاج لفترة طويلة وفي عام 1931 طالب الكونجرس باستبدالها.

في 14 يوليو 1931 كتبت مساعدة مدير دار سك العملة ماري مارغريت أوريلي إلى مور تطلب نصيحة اللجنة بشأن مسابقة تصميم الربع الجديد. ردت مور قائلة إنه بما أن فريزر فازت بالمسابقة للحصول على الميدالية فيجب عليها تعديل تصميمها للربع. ورد وزير الخزانة ميلون على مور قائلاً إنه بما أن وزارة الخزانة لم تكن طرفاً في اتفاقية التصميم السابقة فإنها غير ملزمة بها ولن تتبعها. وشرعت الخزانة في عقد مسابقة للتصميم وعندما اجتمعت لجنة الفنون الجميلة للنظر في التصاميم المقدمة في دور استشاري اختارت تلك التي قدمها فريزر. قدم التصاميم إلى ميلون في نوفمبر 1931 فاختار تصميم فلاناغان وأخطر مور بالقرار. حاول مور وعضو اللجنة أدولف وينمان (الذي صمم عملة العشرة سنتات من عطارد ونصف دولار من تمثال الحرية المتحركة ) إقناع ميلون بتغيير رأيه لكنهما لم يتمكنا إلا من إقناعه بالسماح للنحاتين المختلفين بمزيد من الوقت لتحسين إدخالاتهم فقد طلبوا المزيد من الوقت من أجل فريزر فقط. في 20 يناير 1932 وبعد إعادة تقديم المقترحات أكدت اللجنة دعمها لتصاميم فريزر.
غادر ميلون منصبه في 12 فبراير 1932 وخلفه أوجدن إل. ميلز . ومع تولي وزير الخزانة الجديد منصبه جدد مور احتجاجه فأرسل إلى ميلز رسالة في 31 مارس/آذار ينتقد فيها تصميم فلاناغان ويحث الوزير الجديد على الموافقة على توصية اللجنة. وكان ميلز قد تلقى إحاطة من أوريلي بشأن مسألة الربع ورد على مور في 11 أبريل. أبلغ السكرتير ميلز مور أن خطاب الرئيس دفعه إلى طلب التغييرات من النحات لكنه لن يتجاوز قرار ميلون. في 16 أبريل أعلن علنًا عن اختيار تصميمات فلاناغان.
وكان ميلون على علم بالفنانين الذين قدموا التصاميم وقد اتُهم بالتمييز ضد فريزر باعتبارها امرأة. صرح مؤرخ العملات والتر برين قائلاً : "لقد عُلم أن ميلون كان يعرف منذ البداية من قدم النماذج الفائزة وأن ذكوريته الذكورية كانت جزئيًا أو كليًا الدافع وراء عدم رغبته في السماح لامرأة بالفوز". ومع ذلك أشار باورز إلى أن ميلون قد وافق على تصميمات فريزر للعملات التذكارية عدة مرات وكذلك تلك التي صممتها نساء أخريات وأنه لا يوجد مصدر معاصر يتحدث عن أي تحيز من جانب ميلون. أطلق باورز على هذا الاعتقاد اسم "الخيال النقدي الحديث". استخدم تصميم فريزر في عام 1999 كنصف نسر تذكاري صدر بعد 200 عام من وفاة واشنطن وتم التوصية به ليكون الوجه الأمامي للعملة بدءًا من عام 2022.

### تصميم الوجه

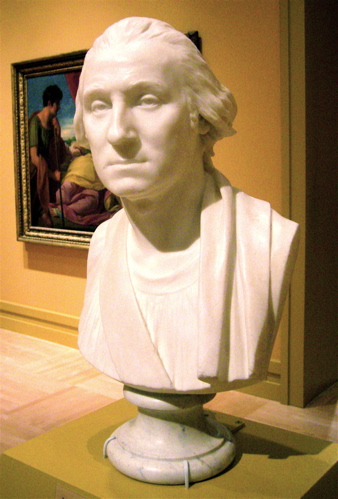
نسخة جصية من تمثال نصفي لواشنطن من صنع هودون (1786) وقد عدل عمل هودون لصورة فلاناغان الشخصية.

في عام 1785 كلف النحات الفرنسي جان أنطوان هودون من قبل الجمعية العامة لولاية فيرجينيا بنحت تمثال نصفي لواشنطن الذي قاد الولايات المتحدة الناشئة إلى النصر في الحرب الثورية الأمريكية. وكان هودون قد أوصى به وزير الولايات المتحدة الذي عاد مؤخرًا إلى فرنسا بنيامين فرانكلين . جلس الجنرال المتقاعد مع هودون في ماونت فيرنون منزل عائلة واشنطن في مقاطعة فيرفاكس فيرجينيا بين 6 و12 أكتوبر 1785. أخذ النحات قناعًا حيًا لوجه الجنرال تذكرت حفيدة واشنطن بالتبني نيللي كوستيس التي كانت تبلغ من العمر ست سنوات في ذلك الوقت صدمتها لاحقًا عندما رأت واشنطن مستلقيًا على طاولة بينما كان مغطى بملاءة والجص للقناع حيث اعتقدت أن واشنطن قد مات. قيل لها أن هناك ريشتين ممتدتين إلى أنفه تزوده بالهواء. يشهد تمثال نصفي في جبل فيرنون اليوم على تلك الزيارة. عند عودته إلى باريس استخدم هودون صورة الجنرال واشنطن في عدد من الإعدادات النحتية بما في ذلك التمثال المطلوب للجمعية العامة والذي لا يزال قائمًا من الرخام في مبنى الكابيتول بولاية فيرجينيا.

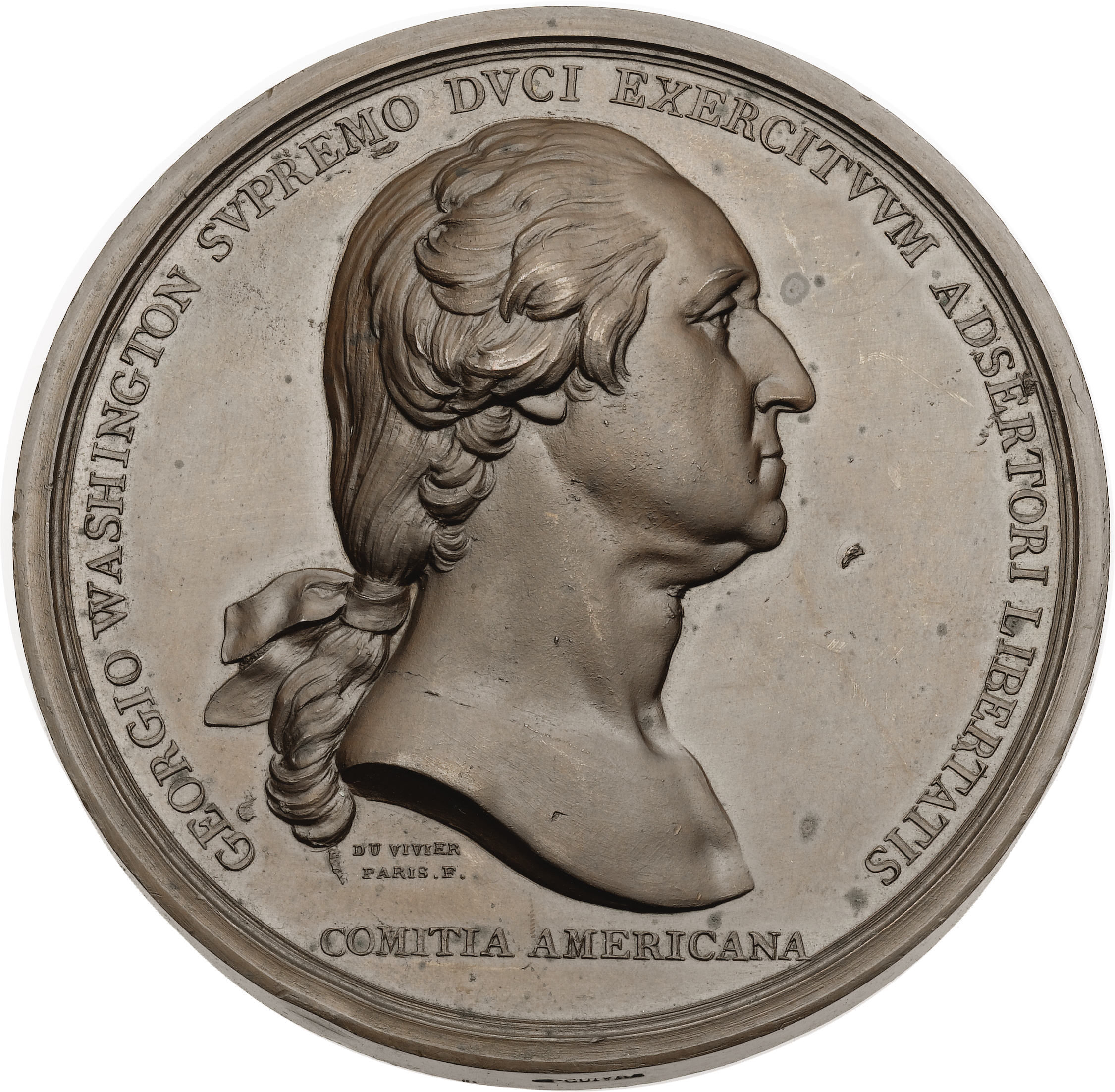
كان وجه ميدالية "واشنطن قبل بوسطن" هو الاستخدام الأول لتمثال هودون النصفي.

كانت صور واشنطن على الميداليات وفي وسائل الإعلام الأخرى بعد زيارة النحات تعتمد في أغلب الأحيان على أعمال هودون بدءًا من ميدالية "واشنطن قبل بوسطن" التي نقشها بيير سيمون دوفيفييه عام 1786. مع أن أمريكيًا واحدًا فقط وهو أبراهام لينكولن ظهر على عملة أمريكية متداولة بحلول عشرينيات القرن العشرين فقد استخدم تمثال هودون كأساس لصورة واشنطن على دولار لافاييت التذكاري المؤرخ عام 1900 وعلى نصف دولار الذكرى المئوية والخمسين لعام 1926. وفقًا لتاجر العملات والمؤرخ النقدي كيو ديفيد باورز كان تمثال هودون النصفي، حتى ذلك الحين، هو التمثيل الأكثر شيوعًا لواشنطن على العملات المعدنية والميداليات. لا يُعرف الكثير عن العملية الإبداعية لفلاناغان مع أن ظهور نماذج لحي فلاناغان مع تصوير مختلف لواشنطن وهو يواجه اليمين وبه نسر مختلف في السوق. يختلف تعديل فلاناغان عن تمثال هودون في بعض التفاصيل : على سبيل المثال شكل الرأس مختلف وهناك لفة من الشعر على الربع غير موجودة في التمثال النصفي.
قال مؤرخ الفن كورنيليوس فيرمول عن حي فلاناغان : "لا يمكن لمصمم القوالب أن يخطئ كثيرًا في استخدام صورة هودون الكلاسيكية الجديدة كنموذج أولي له".... ومع ذلك قد يُطرح السؤال عما إذا كان من العدل أم لا فرض صورة مثالية لواشنطن رسمها في عام 1785 على فنان يعمل في عام 1932. هناك شيء بارد وبلا حياة في النتائج. " يقترح فيرمول أن الربع بدأ اتجاهًا لعملات معدنية مماثلة للصورة أصدرتها الولايات المتحدة ولا سيما عملة النيكل جيفرسون ونصف دولار فرانكلين. فضّل المؤرخ نسخة لورا فريزر ووصف ظهر فلاناغان بأنه "قطعة جامدة من الشعارات وسط إكليل كبير جدًا وكتابات كبيرة جدًا أو كبيرة جدًا".

### إنتاج الربع الفضي
في أوائل يوليو 1932 أعلنت الصحف أن ربع واشنطن سيصدر في نهاية الشهر بمجرد وجود قطع كافية للتوزيع على مستوى البلاد. وأكدوا أن الحي الجديد ليس تذكاريًا.

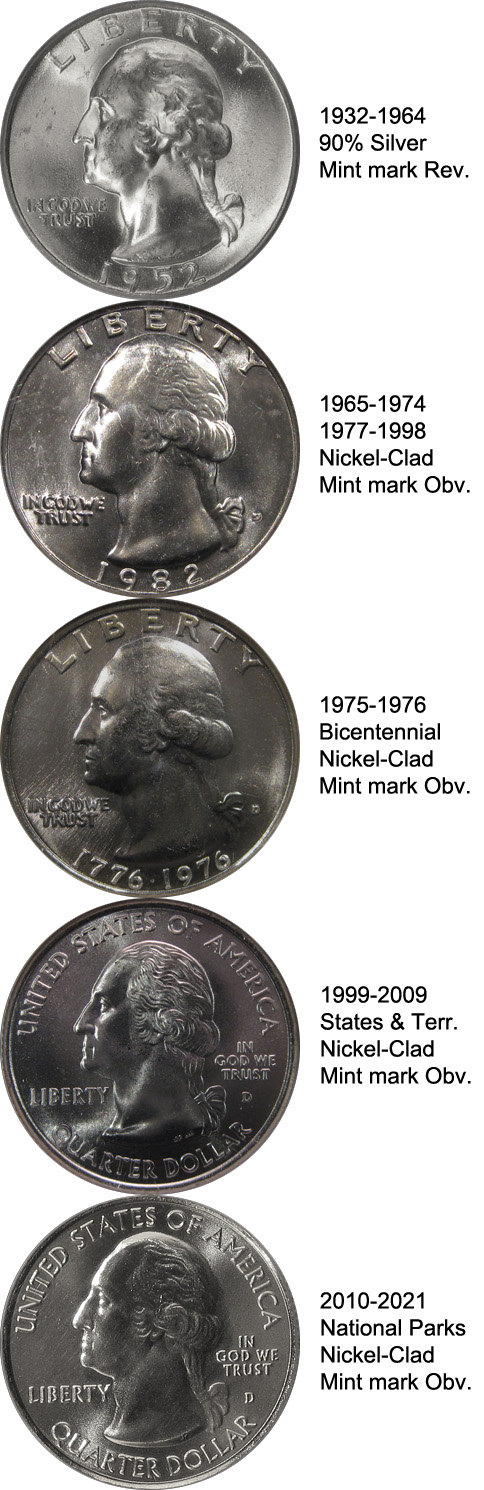
العملات الورقية من فئة ربع دولار واشنطن الخمسة : نسخة فضية ونسخة مطلية ونسخة المئوية الثانية والنسخة التي ضربت من عام 1999 إلى عام 2009 ونسخة 2010 التي ضربت حتى عام 2021.

طرح الربع للتداول في الأول من أغسطس عام 1932. لم تكن هناك حاجة كبيرة للعملات المعدنية في التجارة ومع ذلك فقد أُعلن أنه ستسك ستة ملايين قطعة تكريماً للذكرى المئوية الثانية لتأسيس واشنطن. حظيت العملات المعدنية بقبول جيد بوجه عام مع أن الوجه الآخر أثار نقاشًا حول ما إذا كان يصور نسرًا أصلعًا أو نوعًا آخر من النسور. استنتج أحد خبراء النسور الذي استشارته صحيفة نيويورك تايمز أنه نسر أصلع.
حوالي 6.2 ضرب مليون ربع دولار في عام 1932 منها 5.4 سك الملايين منها في دار سك العملة في فيلادلفيا. أنتج ما يزيد قليلاً على 400 ألف نسخة في كل من دار سك العملة في دنفر وسان فرانسيسكو ولا تزال هذه هي الدفعات المنخفضة من السلسلة. إن العدد القليل من العملات التي سكها دنفر عام 1932 يعني أن القليل منها كان متاحًا لتخزينه من قبل تجار العملات مما أدى إلى ندرة هذه العملات في حالة النعناع أو عدم التداول في الوقت الحاضر وقد زور علامات السك على عملتي 1932-دي و1932-أس. لم تسك أي أرباع العملة المعدنية في أي دار سك في عام 1933 حيث كان هناك فائض في العرض بسبب إصدار عام 1932.
على عكس العديد من العملات السابقة كان الربع واشنطن مميزًا بشكل استثنائي حيث أظهر تفاصيله الكاملة. إن هذه الحدة ممكنة لأن تصميمات كلا الجانبين كانت منتشرة دون وجود نقاط بارزة. ومع ذلك قامت الدار بتعديل التصميم مرارا وتكرارا. في السنوات الثلاث الأولى من الضرب (1932 و1934 و1935) عرف على ثلاثة أنواع مختلفة من الوجه الأمامي. سمتهم عمومًا بعد ظهور " على الله توكلنا " على يسار رأس واشنطن : الشعار الخفيف والشعار المتوسط والشعار الثقيل. استخدم الأول فقط في عام 1932. استخدم الثلاثة في ضربات فيلادلفيا عام 1934 مع أن الأخيرين فقط استخدمهما في عملات دنفر مينت عام 1934. في عام 1935 استخدم شعار متوسط فقط في جميع دور السك الثلاثة. ومع ذلك يبدو أن شعار الشعار الثقيل كان الأكثر إرضاءً للدار حيث أنه بدءًا من عام 1936 لم تسك سوى قطع من هذا النوع في جميع المواقع.
ولأسباب غير معروفة استخدم المحور العكسي الأصلي فقط في عام 1932 واستخدم محور جديد عند استئناف سك العملة في عام 1934. كان التصميم الأصلي يتميز بحافة عالية حول التصميم العكسي مما يحميه من التآكل بشكل جيد لدرجة أن أرباع العملة المعدنية لعام 1932 في الدرجة الأدنى كانت عمومًا قابلة للتآكل بطريقة متساوٍ على كلا الجانبين. في السنوات اللاحقة مع الحافة المنخفضة تميل القطع الفضية المتداولة إلى أن قاموا بارتداؤها على الجانب الخلفي.
واستمرت عملية ضبط التصميم حتى نهاية إنتاج الفضة مع قطع يعود تاريخها إلى عام 1964. خلال تلك الفترة عدل الوجه ست مرات. وفي عام 1944 أدت إحدى المراجعات إلى تشويه الأحرف الأولى من اسم فلاناغان الموجودة على قطعة التمثال النصفي وقد عدل هذا في العام التالي. بدءًا من عام 1937 واستمرارا حتى نهاية إنتاج تداول الفضة بقطع مؤرخة عام 1964 استخدم وجه عكسي مختلف تمامًا للعملات المعدنية الإثباتية على عكس القطع المتداولة. وهذا واضح للغاية عند فحص الأحرف "إي أس" في كلمة "الدول" التي تلامس تقريبًا إضرابات التوزيع وتظهر فصلًا في الأدلة.
تم ضرب القطعة بأعداد تتجاوز 100مليون في بعض السنوات حتى عام 1964. توقفت دار سك العملة في سان فرانسيسكو عن سك العملات المعدنية بعد عام 1955 ولم تسك أي عملة من فئة ربع دولار في ذلك العام أو في عام 1949.

### تكوين مكسو
في عام 1964 كان هناك نقص حاد في العملات المعدنية. كانت أسعار الفضة ترتفع واستجاب الجمهور بتكديس ليس فقط العملة الجديدة المشهورة للغاية نصف دولار كينيدي ولكن أيضًا الفئات الأخرى بما في ذلك السنت غير الفضي والنيكل. على أمل أن يؤدي إصدار المزيد من العملات المعدنية المؤرخة في عام 1964 إلى مواجهة المضاربة عليها حصلت وزارة الخزانة على إذن من الكونجرس لمواصلة سك العملات المعدنية المؤرخة في عام 1964 حتى عام 1965.
أدى إنتاج دار سك العملة من العملات المعدنية إلى استنزاف مخزون الخزانة من الفضة بسرعة. وارتفعت أسعار المعدن إلى حد أنه بحلول أوائل يونيو/حزيران 1965 كان الدولار في عملة فضية يحتوي على 93.3 سنتاً من الفضة بأسعار السوق. في 3 يونيو 1965 أعلن الرئيس ليندون جونسون عن خطط لإزالة الفضة من العملات المعدنية من فئة العشرة سنتات والربع دولار لصالح تركيبة مطلية مع طبقات من النحاس والنيكل على كل جانب من طبقة من النحاس النقي.غير نصف الدولار من 90% فضة إلى 40%. أقر الكونجرس قانون سك العملة لعام 1965 في يوليو والذي بموجبه انتقلت الدار من سك العملات الفضية التي يعود تاريخها إلى عام 1964 إلى سك العملات المعدنية المكسوة التي يعود تاريخها إلى عام 1965. بدءًا من 1 أغسطس 1966 بدأت الدار في سك القطع النقدية التي تحمل تاريخ 1966 وبعد ذلك استأنفت الممارسة الطبيعية المتمثلة في سك تاريخ العام الحالي على كل قطعة.
سكت العملات المعدنية الجديدة المكسوة بدون علامة دار سك العملة في الفترة من 1965 إلى 1967 بغض النظر عن دار سك العملة الأصلية. ابتداءً من عام 1968 استخدم علامات الدار مرة أخرى إلا أن فيلادلفيا استمرت في إصدار العملات المعدنية بدونها. أعيد افتتاح دار سك العملة في سان فرانسيسكو ولكن منذ عام 1968 كانت تضرب العملات المعدنية ربع دولار فقط لهواة الجمع وكانت في الغالب عملات معدنية تجريبية. قامت دار السك بتعديل كلا جانبي العملة المعدنية لبدء سك العملات المعدنية مما أدى إلى خفض النقوش البارزة (يوجد التصميم العكسي المعدل على بعض الأرباع الفضية التي يعود تاريخها إلى عام 1964). غير الوجه قليلاً في عام 1974 مع شحذ بعض التفاصيل. توجد علامات دار سك العملة على القطع النقدية الصادرة بعد عام 1967 في الجزء السفلي الأيمن من الوجه على يمين رقبة واشنطن.
بدءًا من عام 1976 واستمرارًا على مدار العشرين عامًا التالية قام النقاشون في دار سك العملة بتعديل التصميم عدة مرات. سكت العملات المعدنية من فئة ربع دولار في دار سك العملة في ويست بوينت بين عامي 1977 و1979 ولكنها لم تحمل أي علامة دار سك العملة. استخدم علامة دار سك العملة فيلادلفيا "بيه" على العملات المعدنية التي سكت في تلك المنشأة بداية من عام 1980. تتمتع العملات المعدنية المؤرخة عامي 1982 و1983 وكلاهما من فيلادلفيا ودينفر بميزة كبيرة على قيمتها الاسمية عندما عثر عليها في حالة شبه نقية.
بدءًا من عام 1992 بدأت دار السك في بيع مجموعات من العملات الفضية بما في ذلك ربع دولار مضروب في فضة عيار 900 واستمر هذا حتى يومنا هذا. مع أن الرئيس جورج بوش الأب وقع على تشريع يسمح بإصدار هذه القطع النقدية في عام 1990 إلا أن سك العملة لم يبدأ حتى عام 1992 بسبب صعوبة الحصول على قطع نقدية كافية من الفضة عيار 900.

### الأحياء التذكارية للذكرى المئوية الثانية

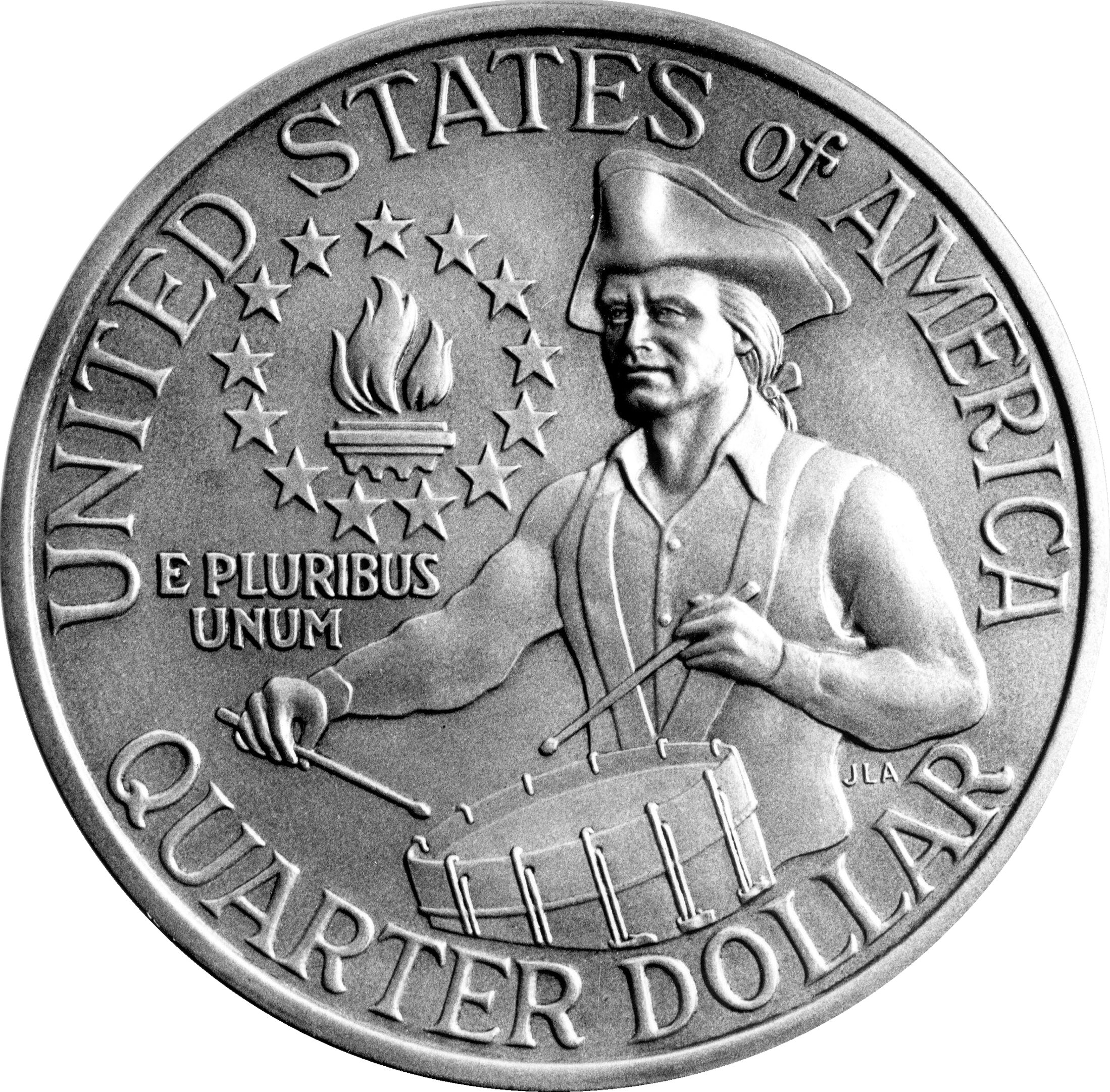
صمم الطبال لجاك إل. أهر بمناسبة الذكرى المئوية الثانية لتأسيس الولايات المتحدة.

في يناير 1973 قدم النائب ريتشارد سي وايت تشريعًا للدولارات التذكارية ونصف الدولار بمناسبة الذكرى المئوية الثانية لتأسيس الولايات المتحدة عام 1976. في السادس من يونيو أدلت مديرة دار سك العملة ماري بروكس بشهادتها أمام لجنة الكونجرس واستجابة للمخاوف من أن تغير الفئتين الأقل شعبية فقط وافقت على دعم إعادة التصميم المؤقت للربع أيضًا. في 18 أكتوبر 1973 وقع الرئيس ريتشارد نيكسون على تشريع يفرض إعادة تصميم مؤقتة للفئات الثلاث لجميع العملات المعدنية الصادرة بعد 4 يوليو 1975 والتي سكت قبل 1 يناير 1977. تحمل هذه القطع تاريخين 1776-1976. بالإضافة إلى القطع الموزعة أصدر الكونجرس قرارًا يقضي بتوزيع 45 قطعة.ستسك مليون عملة معدنية بمناسبة الذكرى المئوية الثانية بنسبة 40% الفضة. في ديسمبر 1974 حصلت دار سك العملة على موافقة الكونجرس لمواصلة سك العملات المعدنية ذات الإصدار المنخفض والتي قد قاموا بتخزينها كما حدث مع العملات المعدنية من فئة العشرة سنتات مما قد يؤدي إلى نقص في العملات المعدنية من فئة الأرباع حتى بدأت دار سك العملة في سك العملات بمناسبة الذكرى المئوية الثانية. وعليه لا توجد أرباع نقدية مؤرخة بعام 1975. تم سك ما يقرب من ملياري ربع دولار أمريكي بمناسبة الذكرى المئوية الثانية حيث سعت دار سك العملة إلى ضمان وجود الكثير من الهدايا التذكارية لهذه الذكرى. باعت دار سك العملة مجموعات الفضة سواء كانت غير متداولة أو مطبوعة لمدة تزيد عن عقد من الزمان قبل إيقاف المبيعات في نهاية عام 1986. قاموا باستبدال الطبال الاستعماري لجاك إل. أهر الذي ظهر في ربع المئوية الثانية بعد عام 1976 بالوجه الخلفي الأصلي لفلاناغان.

## أرباع واشنطن منذ عام 1999

### 50 ربع دولار أمريكي
1. ↑  Guth & Garrett 2005، صفحة 79.
2. 1 2  Bowers 2006، صفحة 30.
3. ↑  Bowers 2006، صفحة 31.
4. ↑  Bowers 2006، صفحات 31–32.
5. 1 2  Bowers 2006، صفحة 32.
6. ↑  Taxay 1983، صفحة 360.
7. ↑  Bowers 2006، صفحة 33.
8. 1 2 3  Vermeule 1971، صفحة 178.
9. ↑  Taxay 1983، صفحات 360–362.
10. 1 2  Bowers 2006، صفحة 35.
11. ↑  Taxay 1983، صفحة 363.
12. 1 2 3  Bowers 2006، صفحة 36.
13. ↑  Breen 1988، صفحة 365.
14. ↑  Gilkes، Paul (23 أبريل 2021). "Fraser portrait to finally debut on quarter in 2022". Coin World. مؤرشف من الأصل في 2025-06-14. اطلع عليه بتاريخ 2021-04-25.
15. ↑  Cadou 2006، صفحة 120.
16. ↑  Vermeule 1971، صفحات 177–178.
17. 1 2  Bowers 2006، صفحة 39.
18. ↑  Vermeule 1971، صفحة 179.
19. ↑  Vermeule 1971، صفحة 180.
20. ↑  San Jose News 1932-07-09.
21. ↑  The Reading Eagle 1932-07-10.
22. 1 2 3  Bowers 2006، صفحة 40.
23. ↑  The Star and Sentinel 1932-08-06.
24. ↑  The New York Times 1932-08-21.
25. ↑  Breen 1988، صفحة 366.
26. ↑  "1934 & 1934D; Light Medium and Heavy Motto". مؤرشف من الأصل في 2019-01-14. اطلع عليه بتاريخ 2019-01-13.
27. ↑  Bowers 2006، صفحات 46–48.
28. ↑  Breen 1988، صفحة 367.
29. ↑  Yeoman 2014، صفحات 171–173.
30. ↑  Bowers 2006، صفحة 41.
31. ↑  Bardes 1964-11-22.
32. ↑  Bardes 1964-09-13.
33. ↑  Dale 1965-06-04.
34. ↑  The New York Times 1965-07-15.
35. ↑  Bardes 1966-07-17.
36. 1 2  Bowers 2006، صفحات 42–45.
37. ↑  Bowers 2006، صفحات 49–50.
38. ↑  Yeoman 2014، صفحة 173.
39. ↑  Bowers 2006، صفحات 50–51.
40. ↑  Gilkes 2019-04-02.
41. ↑  Yeoman 2014، صفحات 178.
42. ↑  Yeoman 2014، صفحات 349–351.
43. ↑  Gilkes 2012-03-12.
44. ↑  Coin World Almanac 1977، صفحة 419.
45. ↑  Coin World Almanac 1977، صفحات 421–422.
46. ↑  Coin World Almanac 1977، صفحة 422.
47. ↑  Breen 1988، صفحة 421.
48. ↑  Coin World Almanac 1977، صفحة 51.
49. ↑  Ganz 1976، صفحات 66–68.
50. ↑  Yeoman 2014، صفحة 228.
51. ↑  Reiter 1979-07-08.
52. ↑  Webster 1986-10-26.

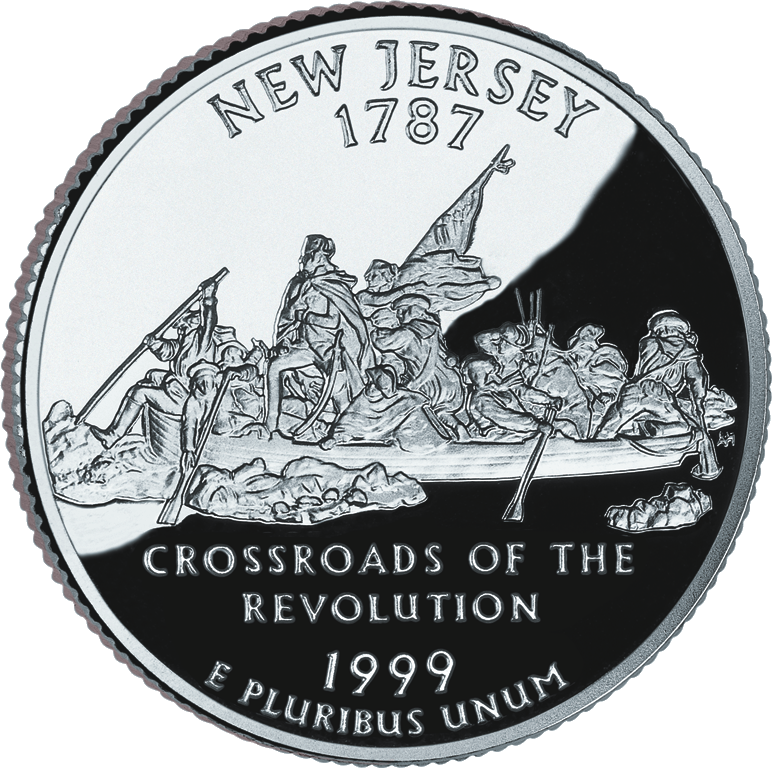
دخول ولاية نيوجيرسي عام 1999 في سلسلة أرباع الدولة

في جلسة استماع بالكونجرس في يونيو 1995 حث مدير دار سك العملة فيليب ن. ديهل وخبراء العملات البارزون الكونجرس على تمرير تشريع يسمح بإصدار سلسلة من العملات التذكارية المتداولة على غرار العملات المعدنية من فئة الأرباع التي سكتها كندا مؤخراً لمقاطعاتها. وردًا على ذلك، أقر الكونجرس قانون العملات التذكارية للولايات المتحدة لعام 1996 والذي وقعه الرئيس بيل كلينتون في 20 أكتوبر/تشرين الأول 1996. وجه القانون دار سك العملة لدراسة ما إذا كانت سلسلة من الأرباع التذكارية ستكون ناجحة. وقد درست دار سك العملة الأمر كما ينبغي وأصدرت تقريرا إيجابيا. ومع أن القانون قد منح وزير الخزانة روبرت روبين السلطة لتنفيذ التقرير من خلال اختيار تصميمات جديدة للعملات المعدنية إلا أن الوزير روبين فضل انتظار إجراءات الكونجرس. وقد وقع الرئيس كلينتون على قانون برنامج العملات التذكارية للولايات الخمسين في الأول من ديسمبر عام 1997. وبموجب هذا القانون سيكرم كل ولاية من الولايات الخمسين بإصدار ربع دولار جديد، على أن تصدر خمسة عملات منها سنويا بدءا من عام 1999 مع تحديد تسلسل الإصدار وفقا للترتيب الذي دخلت به الولايات الاتحاد. سمح القانون للوزير بتحديد موضع الأساطير المطلوبة، مثل " على الله توكلنا " على العملة : لاستيعاب تصميم كبير على الوجه الخلفي نقل " الولايات المتحدة الأمريكية" و" ربع دولار " إلى الوجه الأمامي وقلص تمثال واشنطن قليلاً. سيختيار تصميم الولاية من قبل وزير الخزانة بناءً على توصية حاكم الولاية.
وكجزء من السلسلة باعت دار سك العملة إصدارات لهواة الجمع في صورة نسخ تجريبية بما في ذلك القطع المضروبة من الفضة عيار 900. كما قامت دار سك العملة أيضًا ببيع عدد كبير من العناصر النقدية بما في ذلك لفات وأكياس العملات المعدنية وخرائط لهواة الجمع وعناصر أخرى مصممة لتشجيع جمع العملات المعدنية بين عامة الناس. وقد قدرت دار سك العملة أن الحكومة استفادت بمبلغ 3 مليارات دولار من خلال إصدار العملات المعدنية التي وفرها الجمهور ومن خلال الإيرادات الأخرى مقارنة بما كانت لتكسبه لولا ذلك.

### أرباع مقاطعة كولومبيا والأقاليم الأمريكية
لقد تم تمرير التشريع لتوسيع البرنامج إلى مقاطعة كولومبيا والأقاليم أربع مرات من قبل مجلس النواب ولكن مجلس الشيوخ فشل في النظر فيه في كل مرة. وقد أدرجت الأحكام التي تسمح بمثل هذا البرنامج في مشروع قانون المخصصات العاجلة وقاموا بإقراره في ديسمبر/كانون الأول 2007. حافظ برنامج أرباع مقاطعة كولومبيا والأقاليم الأمريكية لعام 2009 الناتج على وجه واشنطن ولكن على الوجه الخلفي عرض تصميمات تكريمًا لمقاطعة كولومبيا وبورتوريكو وجوام وساموا الأمريكية وجزر فيرجن وجزر ماريانا الشمالية والتي سكت جميعًا في عام 2009.

### أمريكا الجميلة
في عام 2008 أقر الكونجرس قانون عملة الربع دولار الخاصة بالحدائق الوطنية الجميلة في أمريكا. نص هذا القانون على إصدار 56 عملة معدنية واحدة لكل ولاية أو منطقة قضائية أخرى على أن تصدر خمس عملات معدنية سنويًا بدءًا من عام 2010 وحتى عام 2021. تتميز كل عملة معدنية بموقع خدمة المتنزهات الوطنية أو غابة وطنية واحدة لكل ولاية قضائية. رمم رأس واشنطن الذي رسمه فلاناغان لإظهار التفاصيل. بالإضافة إلى القطع المتداولة وإصدارات هواة الجمع قطع السبائك التي يبلغ وزنها 5 أوقية ترويسية (160 غ) تضرب العملات الفضية بتصميم الربع.
في مايو 2012 أعلنت دار سك العملة عن خطط لإصدار أول أرباع نقدية قابلة للتداول في دار سك العملة في سان فرانسيسكو منذ عام 1954 على أن تبيعها فقط بسعر أعلى في أكياس ولفائف. سكت جميع التصميمات الخمسة لعام 2012 وهي أول عملات معدنية قابلة للتداول تسكها في سان فرانسيسكو منذ عام 1983 (عندما سكت سنتات لينكولن بدون علامة دار سك العملة) وأول عملة تحمل علامة دار سك العملة أس منذ دولار أنتوني في عام 1981 ( سكت لمجموعات دار سك العملة فقط). في عام 2019 سكت النسخة الفضية من الربع من الفضة عيار 999 مما يمثل تغييرًا دائمًا عن النسخة السابقة عيار 900. في عام 2019 قامت دار سك العملة بضرب 2,000,000 من كل تصميم ربع متداول في دار سك العملة في ويست بوينت تحمل علامة سك العملة دبليو. وقد طرحت للتداول ممزوجة بعملات معدنية جديدة من فيلادلفيا أو دنفر. استمر هذا في عام 2020 مع وجود أرباع 2020-دبليو تحمل علامة خصوصية V75 داخل خرطوشة صغيرة على الوجه.

### 2021: عودة الوجه الأصلي

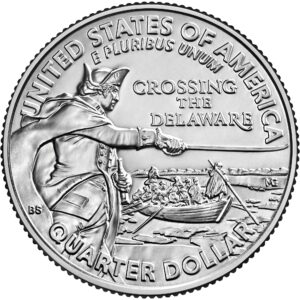
الوجه الخلفي لإصدار 2021 من ربع دولار واشنطن

بعد اختتام سلسلة الأرباع السنوية للحدائق الوطنية في عام 2021 كان لدى وزير الخزانة ستيفن منوشين خيار طلب جولة ثانية من أرباع الحدائق الوطنية البالغ عددها 56 لكنه لم يفعل ذلك بحلول نهاية عام 2018 كما هو مطلوب في تشريع عام 2008.
وبناءً على ذلك عاد تصميم الربع دولار لعام 2021 إلى تصميم الوجه الأصلي لفلاناغان مقترنًا بتصوير جديد للوجه الخلفي يصور عبور جورج واشنطن لنهر ديلاوير في ليلة 25 ديسمبر 1776. في أكتوبر 2019 اجتمعت لجنة استشارية لسك العملة للمواطنين (سي سي أيه سي) للنظر في التصميمات واتخذ منوتشين الاختيار النهائي. في 25 ديسمبر 2020 أعلنت دار سك العملة عن التصميم الناجح الذي صممه بنيامين سووردز ونحته مايكل جاوديوسو. طرح هذا الربع للتداول في 5 أبريل 2021 وسك حتى نهاية عام 2021.

### قانون إعادة تصميم العملات المعدنية لعام 2020
قانون إعادة تصميم العملات المعدنية المتداولة القابلة للتحصيل لعام 2020 ( قانون عام. 116–330 (text) (PDF) ) أنشأت ثلاث سلاسل جديدة من الأرباع للعقد القادم. من عام 2022 إلى عام 2025 قد تنتج دار سك العملة ما يصل إلى خمس عملات معدنية كل عام تتميز بصور نساء أمريكيات بارزات مع تصميم وجه جديد لواشنطن. في عام 2026 سيكون هناك ما يصل إلى خمسة تصاميم تمثل الذكرى الخمسينية للولايات المتحدة. من عام 2027 إلى عام 2030 قد تنتج دار سك العملة ما يصل إلى خمس عملات معدنية كل عام تتميز بالرياضات الشبابية. أيضًا سيعاد تصميم الوجه الأمامي في عام 2027 وحتى بعد عام 2030 سيظل يصور واشنطن.

### أرباع النساء الأمريكيات
قالب:Coinage (United States coin)سيقوم برنامج أرباع النساء الأمريكيات بإصدار ما يصل إلى خمسة تصميمات عكسية جديدة كل عام من عام 2022 إلى عام 2025 تتميز بالإنجازات والمساهمات التي قدمتها النساء في مختلف المجالات للتاريخ والتنمية الأمريكية. يتضمن تصميم الوجه صورة فريزر لواشنطن والتي كانت مخصصة في الأصل للربع الأول من واشنطن في عام 1932.

## الروابط خارجية
- المواصفات الرسمية

| سبقه {{{سبقه}}} | {{{العنوان}}} {{{الأعوام}}} | تبعه {{{تبعه}}} |
| سبقه {{{سبقه}}} | {{{العنوان}}} {{{الأعوام}}} | تبعه {{{تبعه}}} |
| سبقه {{{سبقه}}} | {{{العنوان}}} {{{الأعوام}}} | تبعه {{{تبعه}}} |

قالب:Coinage (United States coin)قالب:George Washington
1. ↑  United States Mint 2009، صفحة 4.
2. ↑  United States Mint 2009، صفحة 6.
3. ↑  United States Mint 2009، صفحة 14.
4. ↑  United States Mint 2009، صفحة 11.
5. ↑  United States Mint 2009، صفحة 12.
6. ↑  United States Mint 2009، صفحة 13.
7. ↑  Ganz 2007-12-20.
8. ↑  United States Mint, DC & Territories.
9. ↑  United States Mint 2010-03-24.
10. ↑  Numismatic News 2009-09-09.
11. ↑  Gilkes 2012-05-21.
12. ↑  Coin News 2019-02-20.
13. ↑  Gilkes 2019-04-02.
14. ↑  Gilkes 2020-01-21.
15. ↑  Gilkes 2019-10-18.
16. ↑  "United States Mint announces new quarter dollar reverse design". دار السك الأمريكية. 25 ديسمبر 2020. مؤرشف من الأصل في 2025-04-26. اطلع عليه بتاريخ 2020-12-28.
17. ↑  "Text – H.R.1923 – 116th Congress (2019–2020): Circulating Collectible Coin Redesign Act of 2020". www.congress.gov. 13 يناير 2021. مؤرشف من الأصل في 2025-03-02. اطلع عليه بتاريخ 2021-01-15.
18. ↑  "American Women Quarters Program". دار السك الأمريكية. 8 نوفمبر 2021. مؤرشف من الأصل في 2024-10-29. اطلع عليه بتاريخ 2021-11-29.